# NGC 193
NGC 193 (ook wel PGC 2359, UGC 408, MCG 0-2-103 of ZWG 383.55) is een elliptisch sterrenstelsel in het sterrenbeeld Vissen.
NGC 193 werd op 21 december 1786 ontdekt door de Duits-Britse astronoom William Herschel.